# Comarca Área Metropolitana (Gran Canaria)
Die Comarca Área Metropolitana ist eine der zwölf Comarcas in der Provinz Las Palmas.
Die im Nordosten der Insel Gran Canaria gelegene Comarca umfasst vier Gemeinden auf einer Fläche von 259,80 km².

## Gemeinden
| Gemeinde                                  | Einwohner (2024) | Fläche km² | Dichte Einw./km² | Cod INE | Postleitzahl                            |
| ----------------------------------------- | ---------------- | ---------- | ---------------- | ------- | --------------------------------------- |
| Arucas                                    | 38.936           | 33,01      | 1.180            | 35006   | 35401–35405, 35407, 35409–35419         |
| Las Palmas de Gran Canaria                | 380.436          | 100,55     | 3.784            | 35016   | 35001–35020                             |
| Santa Brígida                             | 18.551           | 23,81      | 779              | 35021   | 35300, 35307–35010                      |
| Telde                                     | 102.867          | 102,43     | 1.004            | 35026   | 35200, 35210–35015, 35218, 35229, 35259 |
| Comarca Área Metropolitana (Gran Canaria) |                  | 259,80     | 0                | –       | –                                       |

## Nachweise
1. ↑  Instituto Nacional de Estadística Municipal Register of Spain
2. ↑  Regionen und Großregionen der Kanarischen Inseln, territoriale Abgrenzungen für statistische Zwecke